# Караджали
Караджали (на гръцки: Καλλιρρόη, Калирои, до 1927 година Καρατζαλή, Карадзали) е село в Република Гърция, в дем Кукуш, област Централна Македония с 55 жители (2001).

## География
Селото се намира в Дойранската котловина, североизточно от Дойран (Дойрани).

## История

### В Османската империя
В „Етнография на вилаетите Адрианопол, Монастир и Салоника“, издадена в Константинопол в 1878 година и отразяваща статистиката на населението от 1873 година, Караджали (Caradjali) е посочено като селище в Дойранска каза с 25 домакинства, като жителите му са 21 мюсюлмани и 37 българи.
Към 1900 година според статистиката на Васил Кънчов („Македония. Етнография и статистика“) Караджали е село в Дойранска каза и брои 85 жители турци.
При избухването на Балканската война в 1912 година един човек от Караджали е доброволец в Македоно-одринското опълчение.

### В Гърция
В 1913 година след Междусъюзническата война селото попада в Гърция и жителите му се изселват. В 1920-те години на тяхно място са заселени гърци бежанци. В 1928 година в селото е чисто бежанско и има 18 бежански семейства с 69 жители. В 1927 година селото е прекръстено на Калирои.

## Личности
Родени в Караджали
- Дино Точев, македоно-одрински опълченец, 1 рота на 3 солунска дружина, носител на кръст „За храброст“ IV степен[7]